# Wilfred Bouma
Wilfred Bouma (Helmond, 15 de Junho de 1978) é um ex-futebolista neerlandês.

## Carreira
Foi revelado pelo PSV Eindhoven, sendo duas vezes emprestado, ao MVV e em seguida ao Fortuna Sittard. Após os empréstimos, jogou pelo clube de Eindhoven por seis anos.
Obteve algum destaque e, em 2005, foi vendido em definitivo ao Aston Villa.
Em 26 de Julho de 2008, sofre uma grave lesão no tornozelo, semelhante a uma fratura exposta. Após exames, ficou constatado que Bouma ficaria cerca de seis meses fora dos gramados. Porém, sua recuperação durou muito mais tempo.
Em 2 de Março de 2009, retornou aos gramados na vitória por 4-3 em um jogo de reservas contra o Chelsea. No entanto, ele sofreu um revés em seu caminho para a recuperação em Abril, depois de romper o tornozelo, teve de ser novamente operado. Em 16 de Setembro de 2009, depois de catorze meses sem atuar pela equipe profissional, foi anunciado que Bouma havia retornado aos treinamentos.
No dia 26 de junho de 2010, foi anunciado o retorno de Bouma ao PSV Eindhoven, clube onde foi revelado, buscando reiniciar sua carreira profissional após a grave lesão.

## Seleção nacional
Esteve em duas edições de UEFA Euro pela Holanda. Na UEFA Euro 2004, foi convocado por Dick Advocaat. Já na UEFA Euro 2008, foi convocado por Marco van Basten.

## Títulos
PSV Eindhoven
- Eredivisie: 1999–00, 2000–01, 2002–03, 2004–05
- Copa dos Países Baixos: 1995–96, 2004–05, 2011–12
- Supercopa dos Países Baixos: 2012